# 瀬沢宙
瀬沢 宙（せざわ ひろし、1988年10月15日 - ）は、地方競馬の兵庫県競馬組合・園田競馬場田中範雄厩舎所属の元騎手である。地方競馬教養センター騎手課程第83期生。

## 来歴
2006年3月31日付けで久野進一厩舎所属として地方競馬騎手免許を取得。同年4月18日第2回園田競馬1日目第11競走フォレストステーション波賀特別（B3一組4歳以上）マキシムキングオーで初騎乗（10頭立て10番人気4着）。同年6月20日第7回園田競馬1日目第3競走F6一組3歳条件戦をシロロマンで優勝し、初勝利（10頭立て6番人気）。
2008年1月14日開催の第22回全日本新人王争覇戦に選出されたが、直前のケガで欠場。同年12月12日付けで改めて選出された。
2009年1月12日第23回全日本新人王争覇戦出場（12人中8位）。
2014年7月17日から10月17日の間、船橋競馬場の矢野義幸厩舎に所属し期間限定騎乗をした。
2015年11月に騎手免許取消申請を提出し、同年11月27日付で引退した。
地方通算成績は2834戦129勝・2着177回・3着242回・勝率4.6%・連対率10.8%。